# Álvaro Obregón (Huatabampo)
Álvaro Obregón es un ejido del municipio de Huatabampo ubicado en el sur del estado mexicano de Sonora. Según los datos del Censo de Población y Vivienda realizado en 2010 por el Instituto Nacional de Estadística y Geografía (INEGI), Álvaro Obregón tiene un total de 432 habitantes.

## Geografía
Álvaro Obregón se sitúa en las coordenadas geográficas 26°30′23″ de latitud norte y 109°09'13" de longitud oeste del meridiano de Greenwich, a una elevación de 39 metros sobre el nivel del mar.